# Fedorella minima
Fedorella minima är en mossdjursart som beskrevs av Silén 1947. Fedorella minima ingår i släktet Fedorella och familjen Cleidochasmatidae. Inga underarter finns listade i Catalogue of Life.